# ایرباس ای۳۱۸
ایرباس ای۳۱۸ (Airbus A318) به‌عنوان کوچک‌ترین عضو از خانواده ایرباس ای۳۲۰، یک مدل هواپیمای مسافربری باریک‌پیکر دوموتوره است که توسط شرکت ایرباس اروپا توسعه‌یافته و ساخته می‌شود. توسعه ایرباس ای۳۱۸ از سال ۱۹۹۸ آغاز شد و نخستین بار در ۲۵ دی‌ماه ۱۳۸۰ (۱۵ ژانویه ۲۰۰۲) به پرواز درآمد. نخستین نمونه تجاری آن در ژوئیه سال بعد به خدمت شرکت هواپیمایی فرانتیر درآمد. این هواپیما گونه کوچک‌تری از هواپیماهای ایرباس ای۳۱۹ است و کوچک‌ترین هواپیما از گروه هواپیماهای ایرباس ای۳۲۰ به‌حساب می‌آید. این هواپیما با نام «مینی ایرباس» و «بیبی باس» (baby bus) نیز شناخته می‌شود.

## مشخصات
ایرباس آ-۳۱۸ دارای دو موتور توربوفن در زیر دو بال است.
- فاصله نوک دو بال: ۳۴٫۱ متر
- طول: ۳۱٫۵ متر
- ارتفاع: ۱۲٫۶ متر
- ظرفیت مسافر: ۱۲۹ نفر
- بیشینه سرعت: ۰٫۸۲ ماخ (۸۷۰ کیلومتر بر ساعت)
- محدوده پرواز: ۲۷۷۸ کیلومتر

## مدل‌ها

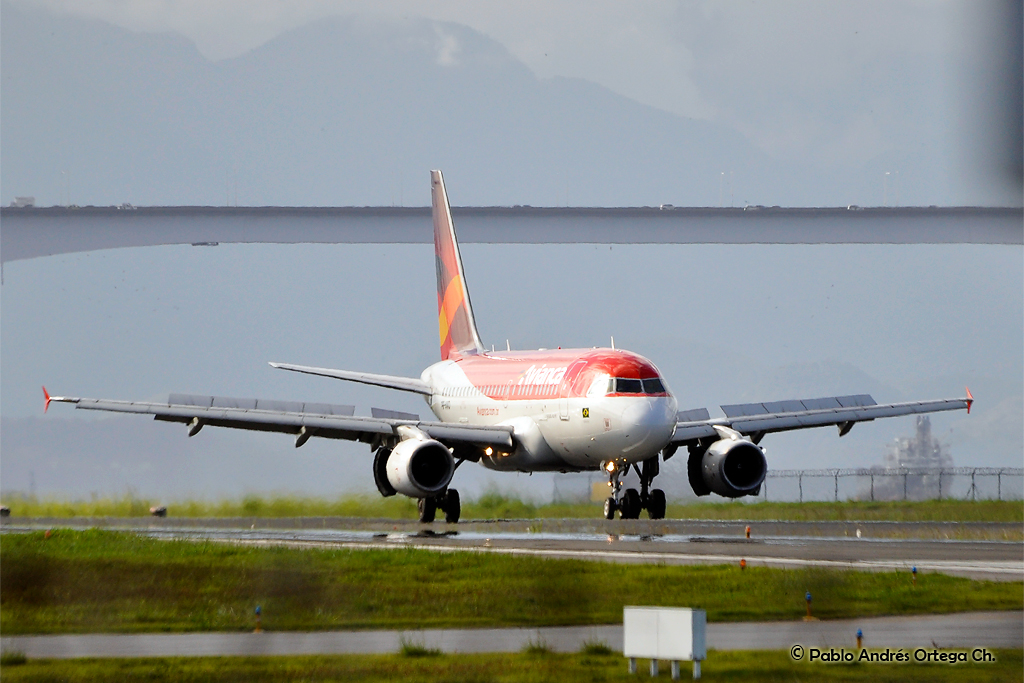

- A318-100 مدل پایه